# Pene Erenio
Pene Erenio (20 januari 1980) is een voormalige Fijisch voetballer die bij voorkeur als middenvelder speelt.   
Op 15 mei 2004 in de thuiswedstrijd tegen Amerikaans-Samoa maakte Erenio zijn debuut voor Fiji voetbalelftal. Hij begon in de basis en hij had hele wedstrijd meegespeeld, de wedstrijd ging gewonnen met 11-0. Hij heeft 16 wedstrijden gespeeld voor zijn nationale ploeg.
Erenio beëindigde zijn voetbalcarrière in 2024.